# Luca Ricci (regista)
Luca Ricci (Pieve Santo Stefano, 25 settembre 1975) è un regista teatrale, drammaturgo e direttore artistico italiano.

## Biografia
Negli anni in cui consegue la laurea in Filosofia, ottenuta nel 2000 all'Università degli Studi di Firenze, si forma presso la Fondazione Archivio diaristico nazionale di Pieve Santo Stefano per la quale dal 1998 al 2000 è coordinatore del progetto di schedatura informatica. Dal 2001 al 2005 è direttore artistico del Premio Pieve organizzato dal medesimo Archivio diaristico nazionale.
In ambito editoriale, sempre per conto dell'Archivio Diaristico Nazionale, cura numerosi volumi, tra cui l'Inventario dell'Archivio diaristico nazionale edito dal Ministero per i beni e le attività culturali nel 2003, nonché il volume Terra matta di Vincenzo Rabito, pubblicato dall'editore Einaudi.
Nel campo della lirica, nel 2004 ottiene il Master di alta formazione in regia organizzato dall’Accademia d'arti e mestieri del Teatro alla Scala di Milano, in seguito al quale, per oltre 10 anni, segue numerose produzioni come aiuto regista, assistente alla regia e regista, in Italia, Francia e Portogallo.
Nel 2001 porta in scena la sua prima drammaturgia (scritta con Lucia Franchi, come tutte le altre che seguiranno) e realizza la sua prima regia con lo spettacolo La Signorina Ida, ispirato al diario originale di una paziente psichiatrica conservato all'Archivio Diaristico Nazionale.
Nel 2003 fonda la compagnia teatrale CapoTrave, nella quale opera come drammaturgo (sempre insieme a Lucia Franchi) e regista. Tra i lavori realizzati con CapoTrave: Diario intimo (2003), Felicità. Primo studio (2004), La Festa della Regina (2005), I Supermaschi (2007), basato sul mito di Don Giovanni. Nel 2008 scrive e dirige Robinsonade, liberamente tratto dal Robinson Crusoe di Daniel Defoe, nel 2010 è la volta di Virus, incentrato sul primo capitolo de La peste di Albert Camus. Sono entrambi del 2012 Nel bosco, ispirato da alcune liriche de Il Galateo in Bosco di Andrea Zanzotto e Misterman, l'unico dei suoi spettacoli del quale non è anche drammaturgo (testo di Enda Walsh), che ha avuto per interprete Alessandro Roja. Nel 2015 debuttano sia Piero della Francesca. Il punto e la luce, una favola storica incentrata sulle prime commissioni ufficiali assegnate al pittore rinascimentale Piero della Francesca, sia Lourdes (2015), scritto a partire dall'omonimo romanzo di Rosa Matteucci e interpretato da Andrea Cosentino.
Nel 2017 arriva sulle scene La lotta al terrore che guarda al fenomeno del terrorismo internazionale dall'angolazione inattesa della sala riunioni di un piccolo comune di provincia.. È del 2019 Piccola Patria ambientato il giorno precedente, il giorno stesso e quello successivo a un referendum in cui un minuscolo paese vota per ottenere l'autonomia dal resto della nazione.
Le Volpi debutta nel 2023: è una vicenda di "ordinaria" corruzione che coinvolge politica, mondo della cultura, sistema sanitario e relazioni familiari. Ne sono protagonisti Antonella Attili, Giorgio Colangeli, Manuela Mandracchia, Federica Ombrato e Luisa Merloni. Nel 2024 il testo entra nella terna dei nominati al Premio Ubu nella categoria Miglior Testo Italiano, arrivando secondo.
Sempre nel 2003, in contemporanea con la fondazione della compagnia CapoTreve, e sempre insieme a Lucia Franchi, fonda a Sansepolcro il Kilowatt Festival di cui è direttore artistico. Il festival è riservato alle nuove produzioni di compagnie professionali di teatro contemporaneo, danza, arti performative e musica.
Nel 2010, Kilowatt Festival è insignito del Premio UBU, allora diretto dal fondatore Franco Quadri, «per l'attività di sguardi incrociati tra pubblico, artisti e critici, in cui è nascosta la forza eversiva di un punto di vista davvero nuovo. Coinvolto in questa gara popolare un gruppo di spettatori ribattezzati Visionari, cittadini appassionati ma non esperti, che partecipano alla scelta degli spettacoli e insieme a critici vecchi e nuovissimi si impegnano nella ricerca di un teatro da pensare e costruire».
Nel 2013 Luca Ricci vince il Premio Nico Garrone per il progetto di produzione NeXtwork, realizzato da Kilowatt Festival, in collaborazione con il Teatro dell'Orologio di Roma.
Nel 2010 contribuisce alla fondazione di CReSCo, coordinamento delle realtà della scena contemporanea, del quale è il primo presidente, fino al 2012.
Nel 2013 è ideatore e da allora e fino al 2020 è condirettore artistico del progetto Dominio Pubblico, realizzato dai teatri Argot e Orologio di Roma. Il progetto include anche un festival dedicato a spettacoli di artisti under 25 scelti da un gruppo di coetanei.
Per il quadriennio 2014-18 la Commissione europea, nell'ambito del programma Creative Europe, ha finanziato il progetto di cooperazione su larga scala Be SpectACTive! di cui Luca Ricci è coideatore e project-manager. Nel 2018   viene confermato il sostegno europeo a Be SpectACTive! per altri quattro anni, fino a novembre 2022, con un partenariato che comprende 19 organizzazioni culturali che hanno sede in 15 Paesi.
Nel 2019, insieme a Lucia Franchi, pubblica per Editoria e Spettacolo il libro Lo spettatore è un visionario che, raccontando la storia di Kilowatt, riflette su opportunità, limiti e prospettive dell'audience development.
Nel 2021, in coppia con Lucia Franchi, vince il Premio UBU per il miglior progetto curatoriale e di direzione artistica, in riferimento a Kilowatt , e, sempre per Kilowatt, vince il Premio della Critica dell'Associazione Nazionale Critici di Teatro.

## Teatro
- La Signorina Ida - 2001
- Diario intimo - 2003
- Felicità. Primo studio - 2004
- La Festa della Regina - 2005
- I Supermaschi - 2007
- Robinsonade - 2008
- Virus - 2010
- Nel bosco - 2012
- Misterman (di Enda Walsh) - 2012
- Piero della Francesca. Il punto e la luce - 2015
- Lourdes - 2015
- La lotta al terrore - 2017
- Piccola Patria - 2019
- Le Volpi - 2023

## Premi
- Premio ETI - Il debutto di Amleto 2001, per La signorina Ida (attore, drammaturgo e regista).
- Premio Giovani Artisti del Teatro Libero di Palermo - Stabile d'Innovazione della Sicilia, nel 2003, per Felicità. Primo Studio (attore, drammaturgo e regista).
- Premio UBU 2010 a Kilowatt Festival.
- Premio Nico Garrone 2013 per il progetto NeXtwork.
- Premio I Teatri del Sacro 2015, per Lourdes (adattamento drammaturgico e regia).
- Premio UBU 2021 per il miglior progetto curatoriale, in coppia con Lucia Franchi, per Kilowatt Festival.
- Premio della Critica 2021, assegnato dall'Associazione Nazionale dei Critici di Teatro, per Kilowatt Festival.
- Finalista  Premio Ubu 2024, insieme a Lucia Franchi, per il testo Le Volpi nella categoria Miglior Testo Italiano / Scrittura Drammaturgica.

## Pubblicazioni
- Inventario dell'Archivio diaristico nazionale (a cura di Luca Ricci), Ministero per i beni e le attività culturali, Direzione Generale per gli Archivi, 2003.
- Vincenzo Rabito, Terra matta (a cura di Evelina Santangelo e Luca Ricci), Giulio Einaudi Editore, 2007. ISBN 978-88-06-16762-2.
- Lo spettatore è un visionario, con Lucia Franchi, Editoria e Spettacolo, 2019. ISBN 978-88-32-06808-5.
- Viaggiare sicuri nella scena digitale (a cura di Lucia Franchi e Luca Ricci), Titivillus, 2024. ISBN 978-88-7218-483-7